# Goodwill Games 1994/Eiskunstlauf
Bei den Goodwill Games 1994 wurden vier Wettbewerbe im Eiskunstlauf ausgetragen.

## Herren

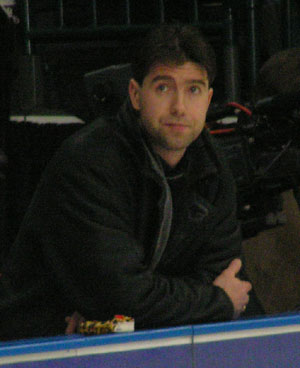
Der Sieger des Wettbewerbs Alexei Urmanow

| Platz | Name                     | Nation             | Punkte | KP  | K   |
| ----- | ------------------------ | ------------------ | ------ | --- | --- |
| 1     | Alexei Urmanow           | Russland           | 01,5   | 0,5 | 1,0 |
| 2     | Todd Eldredge            | Vereinigte Staaten | 03,0   | 1,0 | 2,0 |
| 3     | Philippe Candeloro       | Frankreich         | 04,5   | 1,5 | 3,0 |
| 4     | Wjatscheslaw Sahorodnjuk | Ukraine            | 06,5   | 2,5 | 4,0 |
| 5     | Oleg Tataurow            | Russland           | 07,0   | 2,0 | 5,0 |
| 6     | Michael Weiss            | Vereinigte Staaten | 09,0   | 3,0 | 6,0 |
| 7     | Aren Nielsen             | Vereinigte Staaten | 10,5   | 3,5 | 7,0 |
| 8     | Alexei Jagudin           | Russland           | 12,0   | 4,0 | 8,0 |

## Damen

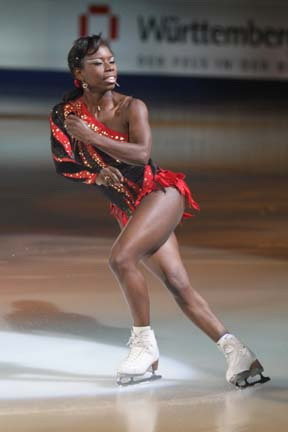
Bei den Damen war Surya Bonaly erfolgreich

| Platz | Name               | Nation             | Punkte | KP  | K   |
| ----- | ------------------ | ------------------ | ------ | --- | --- |
| 1     | Surya Bonaly       | Frankreich         | 02,5   | 0,5 | 2,0 |
| 2     | Michelle Kwan      | Vereinigte Staaten | 04,0   | 3,0 | 1,0 |
| 3     | Marija Butyrskaja  | Russland           | 05,0   | 2,0 | 3,0 |
| 4     | Olga Markowa       | Russland           | 05,0   | 1,0 | 4,0 |
| 5     | Marie-Pierre Leray | Frankreich         | 07,5   | 1,5 | 6,0 |
| 6     | Irina Sluzkaja     | Russland           | 09,0   | 4,0 | 5,0 |
| 7     | Nicole Bobek       | Vereinigte Staaten | 09,5   | 2,5 | 7,0 |
| 8     | Elaine Zayak       | Vereinigte Staaten | 11,5   | 3,5 | 8,0 |

## Paare
| Platz | Name                                    | Nation             | Punkte | KP  | K   |
| ----- | --------------------------------------- | ------------------ | ------ | --- | --- |
| 1     | Natalja Mischkutjonok / Artur Dmitrijew | Russland           | 01,5   | 0,5 | 1,0 |
| 2     | Marina Jelzowa / Andrei Buschkow        | Russland           | 03,5   | 1,5 | 2,0 |
| 3     | Jewgenija Schischkowa / Wadim Naumow    | Russland           | 04,0   | 1,0 | 3,0 |
| 4     | Jelena Bereschnaja / Oleg Schljachow    | Lettland           | 06,0   | 2,0 | 4,0 |
| 5     | Stephanie Stiegler / Lance Travis       | Vereinigte Staaten | 07,5   | 2,5 | 5,0 |
| 6     | Calla Urbanski / Rocky Marval           | Vereinigte Staaten | 09,5   | 3,5 | 6,0 |
| 7     | Marija Petrowa / Anton Sicharulidse     | Russland           | 10,0   | 3,0 | 7,0 |

## Eistanz
| Platz | Name                                   | Nation             | Punkte | PT  | OT  | K   |
| ----- | -------------------------------------- | ------------------ | ------ | --- | --- | --- |
| 1     | Irina Romanowa / Igor Jaroscheko       | Ukraine            | 02,0   | 0,4 | 0,6 | 1,0 |
| 2     | Irina Lobatschowa / Ilja Awerbuch      | Russland           | 04,0   | 0,8 | 1,2 | 2,0 |
| 3     | Jekaterina Swirina / Sergei Sachnowski | Russland           | 07,0   | 1,6 | 2,4 | 3,0 |
| 4     | Elena Hruschyna / Ruslan Hontscharow   | Ukraine            | 07,0   | 1,2 | 1,8 | 4,0 |
| 5     | Anna Semenowitsch / Maxim Kachanow     | Russland           | 10,0   | 2,0 | 3,0 | 5,0 |
| 6     | Tamara Kuchiki / Neale Smull           | Vereinigte Staaten | 12,0   | 2,4 | 3,6 | 6,0 |